# UFC Fight Night: Whittaker vs. Brunson
UFC Fight Night: Whittaker vs. Brunson (también conocido como UFC Fight Night 101) fue un evento de artes marciales mixtas organizado por Ultimate Fighting Championship. Se llevó a cabo el 27 de noviembre de 2016 en el Rod Laver Arena, en Melbourne, Australia.

## Historia
Este fue el segundo evento de UFC en Melbourne. El primero,  UFC 193, se desarrolló en el Estadio Docklands en noviembre de 2015 y rompió el récord de asistencia de la UFC con 56 214 espectadores.en noviembre de 2015
Originalmente, el excampeón de peso medio de Strikeforce Ronaldo Souza y el excampeón de peso medio de UFC Luke Rockhold iban a enfrentarse por segunda vez en el combate estelar. Su primer enfrentamiento, en septiembre de 2011, se llevó a cabo en Strikeforce: Barnett vs. Kharitonov. Rockhold ganó por decisión unánime y obtuvo el título de Sourza. No obstante, el 1 de noviembre se dio a conocer que Rockhold no participaría en el evento debido a un esguince en el ligamento cruzado anterior. Por lo tanto, la pelea de peso medio entre Robert Whittaker y Derek Brunson fue programada combate estelar de la cartelera.

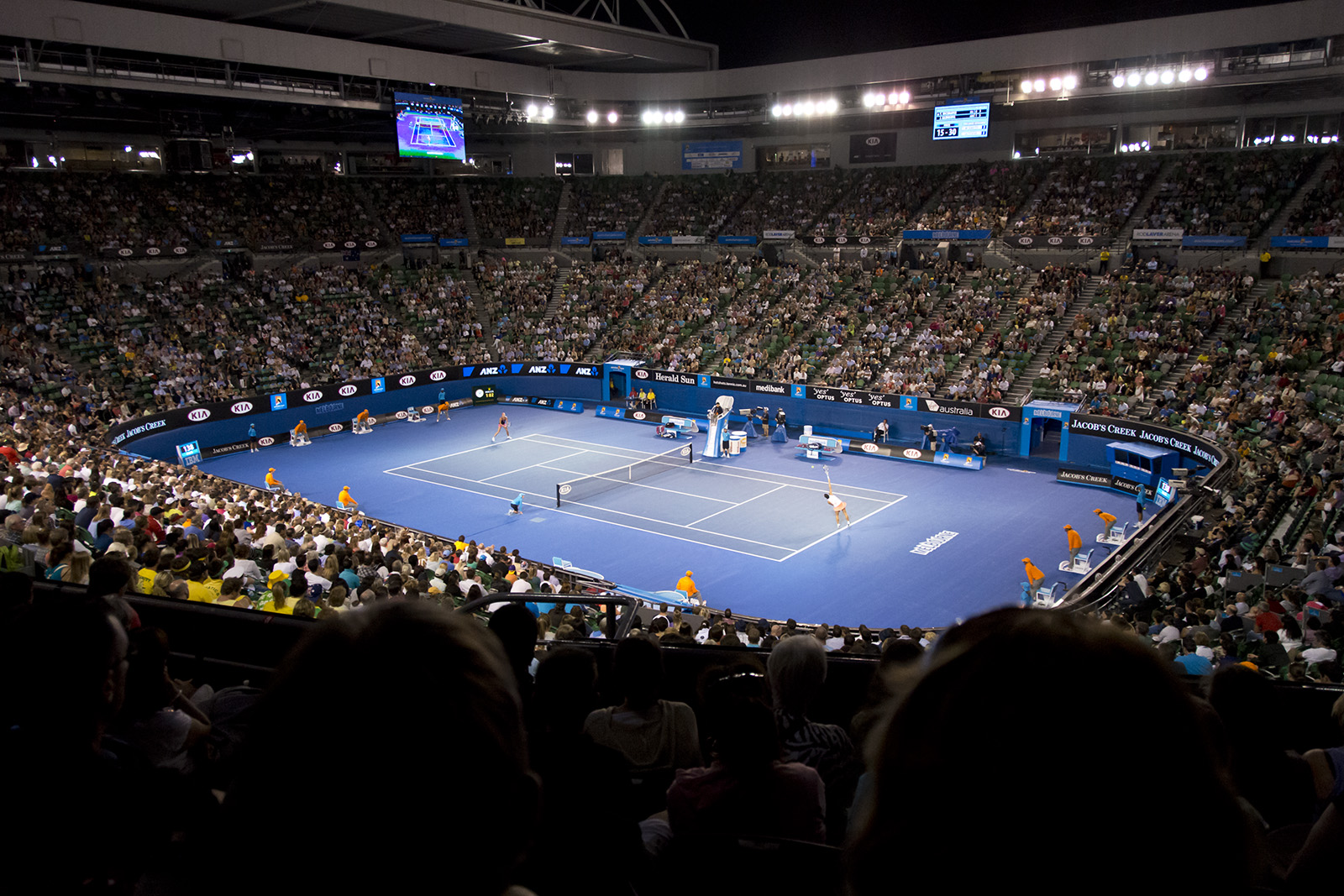
El evento se desarrolló en el Rod Laver Arena.

Tras la cancelación de UFC Fight Night: Lamas vs. Penn, las peleas Yao Zhikui vs. Jenel Lausa y Seo Hee Ham vs. Danielle Taylor fueron trasladadas a este evento.
El 21 de octubre se anunció que Dominique Steele no pelearía contra Kyle Noke en el evento debido a una lesión. Fue reemplazado por Omari Akhmedov.
El ganador de The Ultimate Fighter: China en la categoría de peso pluma, Ning Guangyou, iba a pelear con Marlon Vera en UFC 202. Sin embargo, dio positivo por clembuterol en una prueba antidopaje previa al combate; y tras una investigación que concluyó que Ning había ingerido la sustancia sin negligencia, el combate fue trasladado a UFC on Fox: Maia vs. Condit. El enfrentamiento volvió a ser pospuesto debido a problemas de Ning con la visa. La pelea fue luego trasladada a este evento.

## Premios extra
Los siguientes peleadores obtuvieron premios extra de $50 000:
- Pelea de la Noche: Robert Whittaker vs. Derek Brunson
- Actuación de la Noche: Robert Whittaker y Tyson Pedro